# Let 3
Let 3 – chorwacki zespół rockowy założony w 1987 roku w Rijece przez Davida „Mrle” Martinovicia i Zorana „Prlja” Prodanovicia. Zespół znany jest ze względu na nietypowe podejście do muzyki rockowej i obscenicznych występów na żywo, zaś ich piosenki zawierają często wulgarne i prowokacyjne frazy. 
Reprezentanci Chorwacji z utworem „Mama šč!” w 67. Konkursie Piosenki Eurowizji w Liverpoolu.

## Historia
Let 3 został założony w późnych latach 80. w Rijece. Zespół szybko zyskał dużą popularność ze względu na swoje bezprecedensowe, kontrowersyjne i czasem wręcz obsceniczne występy. Jego członkowie wyrażają poparcie dla feminizmu, kwestii praw społeczności LGBT oraz sprzeciwiają się konserwatywnej polityce prowadzonej przez Chorwacki Kościół Katolicki. 
W 1997 zespół wydał album pt. Nečuveno, którego sprzedano 350 egzemplarzy, pomimo braku na nim jakiejkolwiek zawartości. Następny album Jedina (pol. Jedyna) miał początkowo tylko jedną kopię, której sprzedaży i dystrybucji odmówiono. Wytwórnia ostatecznie wydała album w zmienionej wersji, zaś w proteście zespół dokonał fałszywego samobójstwa na Placu Josipa Jelačicia w Zagrzebiu. 
Pod koniec 2000 roku zespół odsłonił czterometrowy posąg Babin kurac (pol. Babciny penis) przedstawiający kobietę z wąsami w kształcie podkowy i metrowym penisem, który był wystawiany w różnych chorwackich miastach.

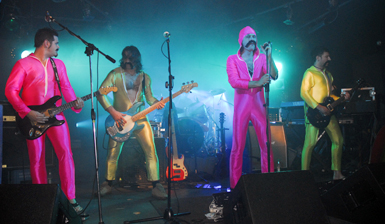
Let 3 w 2007 roku

W 2005 roku zespół wydał singiel „Rado ide Srbin u vojnike (Pička)”, bazujący na serbskiej pieśni patriotycznej o tym samym tytule. W teledysku widoczni byli statyści ubrani w serbskie i albańskie mundury wojskowe dokonujący aktu masturbacji. Singiel znalazł w albumie studyjnym Bombardiranije Srbije i Čačka, parodiującym bałkański nacjonalizm oraz machismo. Zespół komentował album w następujący sposób:

Chcieliśmy stworzyć album tego, czego ludzie tutaj boją się najbardziej czyli chłopstwa... i pornografii

W grudniu 2006 zespół został ukarany grzywną w wysokości 350 kun za występ jedynie w korkach włożonych w ich odbyty na koncercie plenerowym w Varaždinie.
14 grudnia 2008 roku w trakcie talk-show Nedjeljom u dva dwóch członków zespołu zasymulowało usuwanie korka z odbytu, co poskutkowało przedwczesnym zakończeniem programu.
W 2022 roku zespół został ogłoszony uczestnikiem programu Dora, do którego zgłosił się z piosenką „Mama šč!”. 11 lutego 2023 muzycy zwyciężyli w finale show, uzyskując prawo do reprezentowania Chorwacji na Eurowizji 2023. 9 maja wystąpili jako siódmi w kolejności w pierwszym półfinale konkursu i z ósmego miejsca zakwalifikowali się do finału, który został rozegrany 13 maja. Zajęli w nim 13. miejsce po zdobyciu 123 punktów, w tym 112 pkt od telewidzów (7. miejsce) i 11 pkt od jurorów (25. miejsce).

## Dyskografia
| Rok  | Album                            | Nazwa przetłumaczona na polski       |
| ---- | -------------------------------- | ------------------------------------ |
| 1989 | Two Dogs Fuckin'                 | Dwa psy się pierdolą                 |
| 1991 | El Desperado                     | Desperat                             |
| 1994 | Peace                            | Pokój                                |
| 1996 | Živi kurac                       | Żywy fjut                            |
| 1997 | Nečuveno                         | Niesłychany                          |
| 2000 | Jedina                           | Jedyna                               |
| 2005 | Bombardiranije Srbije i Čačka    | Bombardowanie Serbii i Čačaka        |
| 2008 | Živa pička                       | Żywa cipka                           |
| 2013 | Kurcem do vjere / Thank you Lord | Wiara przez chuja / Dziękujemy Panie |
| 2016 | Angela Merkel sere               | Angela Merkel sra                    |

## Nagrody i nominacje
| Rok  | Stowarzyszenie | Kategoria                                                                                    | Kandydat/Piosenka                                | Wynik   | Prz.   |
| ---- | -------------- | -------------------------------------------------------------------------------------------- | ------------------------------------------------ | ------- | ------ |
| 1997 | Nagroda Porina | Najlepsza oryginalna kompozycja wokalna lub instrumentalna dla teatru, filmu i/lub telewizji | Pipi                                             | wygrana | [ 16 ] |
| 2001 | Nagroda Porina | Najlepszy album alternatywny                                                                 | Jedina                                           | wygrana | [ 17 ] |
| 2001 | Crni Mačak     | Najlepszy wykonawca                                                                          | Let 3                                            | wygrana | [ 18 ] |
| 2001 | Crni Mačak     | Piosenka roku                                                                                | Profesor Jakov                                   | wygrana | [ 18 ] |
| 2006 | Zlatna Koogla  | Album roku                                                                                   | Bombardiranje Srbije i Čačka                     | wygrana | [ 19 ] |
| 2006 | Zlatna Koogla  | Zespół roku                                                                                  | Let 3                                            | wygrana | [ 19 ] |
| 2006 | Zlatna Koogla  | Wykonawca roku                                                                               | Let 3                                            | wygrana | [ 19 ] |
| 2006 | Zlatna Koogla  | Najlepszy teledysk                                                                           | Rado ide Srbin u vojnike (Pička)                 | wygrana | [ 19 ] |
| 2006 | Zlatna Koogla  | Producent Roku                                                                               | Iztok Turk z albumu Bombardiranje Srbije i Čačka | wygrana | [ 19 ] |
| 2006 | Zlatna Koogla  | Najlepszy design albumu                                                                      | Bombardiranje Srbije i Čačka                     | wygrana | [ 19 ] |
| 2006 | Nagroda Porina | Rockowy Album Roku                                                                           | Bombardiranje Srbije i Čačka                     | wygrana | [ 20 ] |
| 2006 | Nagroda Porina | Best Music Video                                                                             | Ero s onoga svijeta                              | wygrana | [ 20 ] |